# Silvia oltre il fiume
Silvia oltre il fiume (La Vie promise) è un film del 2002 diretto da Olivier Dahan, con protagonista Isabelle Huppert.

## Trama
Silvia, una prostituta, riceve la visita improvvisa di sua figlia, la quattordicenne Laurence. Dopo che la ragazza ne accoltella il pappone per autodifesa, madre e figlia lasciano Nizza, dirigendosi verso nord, per andare a stare dall'ex marito di Silvia.